# Bucknell (Shropshire)
Bucknell – wieś w Anglii, w hrabstwie Shropshire. Leży 41 km na południe od miasta Shrewsbury i 216 km na północny zachód od Londynu. Miejscowość liczy 642 mieszkańców.